# سفارت دانمارک در کیف
سفارت دانمارک در کیف (به لاتین: Embassy of Denmark) یک سفارت در اوکراین است که در کی‌یف واقع شده‌است.